# Tetranchyroderma aphenothigmum
Tetranchyroderma aphenothigmum is een buikharige uit de familie Thaumastodermatidae. Het dier komt uit het geslacht Tetranchyroderma. Tetranchyroderma aphenothigmum werd in 1998 voor het eerst wetenschappelijk beschreven door Hummon, Todaro, Tongiorgi & Balsamo. 